# مظفر (حديبو)

تعديل مصدري - تعديل

مظفر هي إحدى قرى مديرية حديبو التابعة لمحافظة سقطرى، بلغ تعداد سكانها 70 نسمة حسب تعداد اليمن لعام 2004.